# 多稜宮
多稜宮（俄语：Грановитая Палата）是位於俄羅斯莫斯科克林姆林宮內的一座建築。

## 历史
修建於1492年，是莫斯科現存的世俗建築中歷史最古老的建築，位於克林姆宮內的主教座堂廣場。多稜宮現在是俄羅斯總統用於舉辦禮儀儀式的場所，想參觀的話需要事先預約。